# I'm a Flirt
I'm a Flirt is een nummer van de Amerikaanse rapper Bow Wow met R. Kelly. Het nummer werd uitgebracht op 1 februari 2007 door het platenlabel Jive Records. Oorspronkelijk zou het nummer op het album The Price of Fame verschijnen. Het nummer werd geremixt door R. Kelly en verscheen op z'n album, Double Up. De remix was succesvoller dan het originele nummer van Bow Wow, met een 12e positie in de Billboard Hot 100.

## Hitlijsten
| Hitlijst (2007)                      | Hoogste positie |
| ------------------------------------ | --------------- |
| U.S. Billboard Hot 100               | 12              |
| U.S. Billboard Hot R&B/Hip-Hop Songs | 2               |
| U.S. Billboard Hot Rap Tracks        | 1               |
| U.S. Billboard Pop 100               | 25              |
| UK Singles Chart                     | 18              |